# Quinto Titurio Sabino
Quinto Titurio Sabino  (en latín, Quinctus Titurius Sabinus) fue un legado de Julio César en la Galia. Pertenecía a la gens Tituria.

## Carrera pública
Es mencionado en la campaña de César en la Galia Belga el 57 a. C. En el 56 a. C. César le envió con tres legiones contra los unelos, los coriosolitas y los lexovios (en la moderna Normandía) dirigidos por Virídovix, a los que derrotó y sometió.
En el 54 a. C., Quinto Titurio y Lucio Aurunculeyo Cota pasaron el invierno en el territorio de los eburones con una legión y cinco cohortes. Al cabo de 15 días de morada, fueron atacados por Ambiórix y Catuvolco, que habían iniciado una rebelión; Lucio Aurunculeyo quería defender el campamento, pero Quinto Titurio consideraba la defensa imposible y quería evacuarlo confiado en el salvoconducto ofrecido por Ambiórix; para no romper la concordia, Lucio Aurunculeyo accedió, y los romanos cayeron en una trampa de los galos; Lucio Aurunculeyo fue herido durante el combate, pero siguió luchando y rehusó negociar con los galos; finalmente él mismo, Quinto Titurio y la mayor parte de sus soldados murieron en manos de los galos en la batalla de Aduatuca (54 a. C.).